# Gammel Åby Kirke
Gammel Åby Kirke ligger på Åby Kirkevej i Åby sogn i Hasle Herred i Århus Amt. Kirken ligger i den del af sognet, som kaldes "Gammel Åby". Bygningen er opført 1872-73, da en restaurering af den gamle sognekirke ikke var gennemførlig. Den er opført efter tegninger af kgl. bygningsinspektør V.Th. Walther  i romansk stil med italiensk præg. Murværket består af bånd med gule og røde mursten og bygningen fremtræder som en traditionel, dansk landsbykirke med apsis, kor, skib og tårn. Kirkerummet er meget enkelt med malet træloft og ganske få prydgenstande.
I kirken findes sognets oprindelige granitdøbefont og en kopi af det gyldne krucifiks, der hang i den første kirke. Originalen er på Nationalmuseet, og den passer til stilen i første kirke. Det var en enkel, romansk bygning med skib og kor opført i granitkvadre.

## Eksterne kilder og henvisninger
- Wikimedia Commons har flere filer relateret til Gammel Åby Kirke
- Gammel Åby Kirke hos KortTilKirken.dk
- (Gammel) Åby Kirke hos danmarkskirker.natmus.dk (Danmarks Kirker, Nationalmuseet)